# روث كرك
روث كرك، المولودة في 28 مارس 1941 في هرتسليا، هي أستاذة فخرية في قسم الجغرافيا بالجامعة العبرية في القدس. تتخصص في الجغرافيا التاريخية والثقافية والاستيطانية، بالإضافة إلى جغرافية الأراضي في الشرق الأوسط وأرض إسرائيل ودولة إسرائيل خلال القرنين التاسع عشر والعشرين، والاستيطان الصهيوني.
ألّفت كرك وحررت أكثر من 27 كتابًا، ونشرت أكثر من 200 مقال. حصلت على لقب "عزيزة القدس" عام 2013، وجائزة هرتزل عام 2014، وجائزة الجمعية الجغرافية عام 2016. تعدّ كرك من أوائل النساء اللواتي نلن درجة الدكتوراه في الجغرافيا في إسرائيل، وأول من حصلت على تعيين أكاديمي ولقب أستاذة في هذا المجال في الجامعات الإسرائيلية. كما فازت بجائزة إسرائيل في مجال الجغرافيا وعلم أرض إسرائيل لعام 2025.

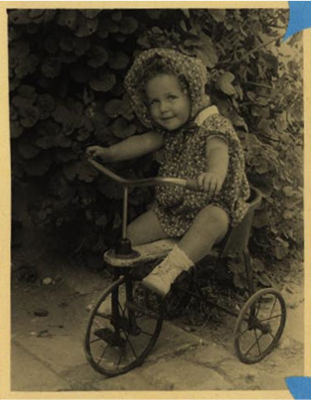
روث كلاينر عندما كانت طفلة في هرتسليا

وُلِدَت كرك عام 1941 لوالديها شوشانا وأبراهام كلاينر، اللذين استقرا في هرتسليا عام 1925 كمستوطنين أوائل، حين كانت لا تزال مستعمرة زراعية. عاشت كرك في هرتسليا حتى بلغت السادسة من عمرها، وفي أواخر عام 1947 انتقلت عائلتها إلى حي بيت هكيرم في القدس، حيث بدأ والداها العمل في قطاع الفنادق. ولا تزال كرك تقيم في هذا الحي حتى اليوم.
تلقت تعليمها الابتدائي في مدرسة "بيت هكيرم"، التي تقع بالقرب من كلية دافيد يلين للتربية، ثم واصلت دراستها الثانوية في مدرسة مجاورة للجامعة، حيث تخصصت في الاستشراق. خلال فترة مراهقتها، كانت عضوة في حركة "هشومير هتسعير" ضمن نواة "تامير"، التي ضمت شباناً من تل أبيب والمناطق الوسطى والقدس ورامتايم، وكانت مكرسة للكيبوتس شامير.

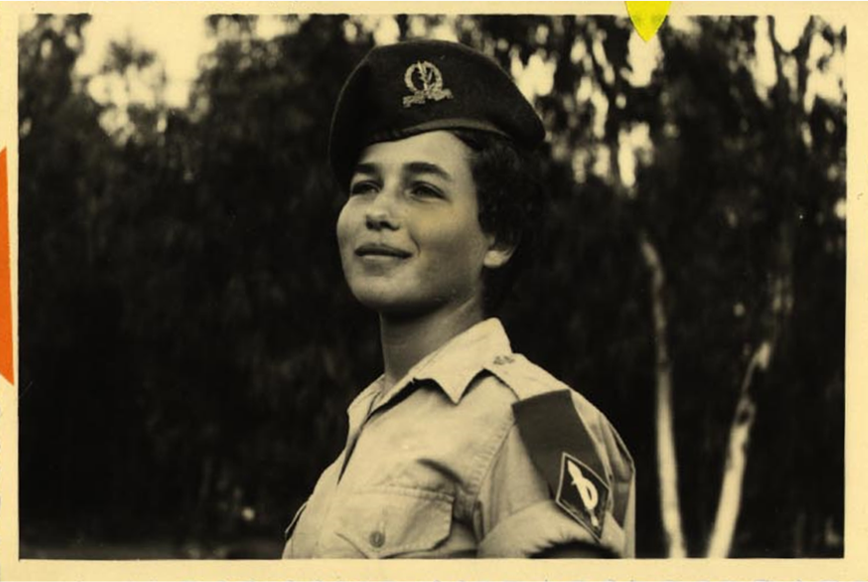
روث كرك، المولودة كلاينر، جندية في نحال

في عام 1958، التحقت بجيش الدفاع الإسرائيلي ضمن كتيبة "تار دوتان" كجزء من وحدة ناحال، حيث شغلت مناصب قيادية وتدريبية. وخلال خدمتها العسكرية، أكملت دورة خاصة لمعلمي التضاريس في الجيش.
في عام 1964، حصلت على درجة البكالوريوس في الجغرافيا وتاريخ الشرق الأوسط، وركزت في أطروحتها للماجستير على الاستيطان اليهودي المبكر في النقب بين عامي 1880 و1948.
بين عامي 1971 و1974، عملت كمساعدة تدريس وبحث في قسم الجغرافيا، ثم عُيّنت محاضرة في القسم نفسه عام 1976. وفي عام 1977، أكملت أطروحتها للدكتوراه في الجغرافيا بالجامعة العبرية، والتي تناولت دراسة القدس ويافا في أواخر العهد العثماني.
بعد حصولها على درجة الدكتوراه، انضمت كرك إلى هيئة التدريس في الجامعة العبرية. وفي عام 1996، نالت درجة أستاذة كاملة..
على مدار مسيرتها الأكاديمية، تولت كرك عدة مناصب أكاديمية، من بينها زمالة فولبرايت في جامعة نورث كارولينا في تشابل هيل خلال دراستها للدكتوراه. كما كانت باحثة زائرة في قسم الجغرافيا بجامعة كلية لندن، وكذلك في جامعتي هارفارد وستانفورد في الولايات المتحدة. بالإضافة إلى ذلك، قامت بالتدريس في كلية دارتموث في نيو هامبشاير، حيث حصلت على منحة دراسية.
تزوجت روث كرك من جيريمي كرك، الذي عمل طبيبًا في سلاح المظليين، ثم شغل منصب رئيس فرع الصحة في الجيش، قبل أن يصبح طبيبًا وأستاذًا في علم الأوبئة والطب الاجتماعي في المركز الطبي هداسا في عين كارم. أنجب الزوجان ثلاثة أبناء: البروفيسورة رونيت كرك، البروفيسور سلايت كرك، والموسيقي جاي كرك.

## الجوائز ومنح البحوث
حصلت البروفيسورة كرك على العديد من المنح والجوائز تقديرًا لإنجازاتها الأكاديمية، من بينها جائزة بنك القدس، ومنحة مؤسسة فولبرايت (الولايات المتحدة-إسرائيل)، إضافة إلى منح من مؤسسة ميموريال للدراسات اليهودية في نيويورك، ومؤسسة جرونوالد، ومعهد دراسة تاريخ الصندوق القومي اليهودي، ومؤسسة شين، ومؤسسة إشكول، وغيرها.
في عام 2013، مُنحت لقب "عزيزتي القدس" تقديرًا لمساهماتها في البحث والتعليم في المدينة. وفي عام 2014، حصلت على جائزة هرتزل عن دراساتها وأبحاثها حول تاريخ الاستيطان في أرض إسرائيل. كما فازت بجائزة تقديرية من الجمعية الجغرافية الإسرائيلية في ديسمبر 2016. وفي عام 2025، حصلت على جائزة إسرائيل للأبحاث الجغرافية ومعرفة الأرض. .
بالإضافة إلى ذلك، حصلت كرك على العديد من المنح البحثية المرموقة خلال مسيرتها الأكاديمية، من بينها منح من أكاديمية العلوم الإسرائيلية، ومؤسسة ساكسونيا السفلى-فولكس فاجن في ألمانيا، وجامعة برانديز، ومؤسسة بولك، ومعهد علم الأنساب اليهودي، وغيرها.

## الكتب والمنشورات العلمية

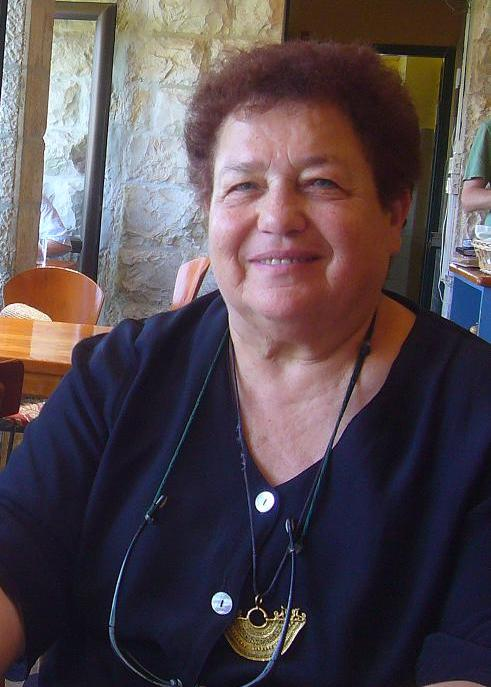
روث كرك كلاينر في يونيو 2009

ألّفت كرك وحرّرت نحو 30 كتابًا، ونشرت ما يقارب 200 مقال باللغتين العبرية والإنجليزية، تناولت فيها موضوعات تتعلق بالجغرافيا التاريخية والثقافية والاستيطانية، إضافة إلى جغرافية الأراضي في الشرق الأوسط وأرض إسرائيل ودولة إسرائيل خلال القرنين التاسع عشر والعشرين.
من بين مؤلفاتها العديدة، ركزت بشكل خاص على التاريخ والجغرافيا التاريخية والتخطيط الحضري، مع اهتمام خاص بالأرض والاستيطان في الشرق الأوسط وأرض إسرائيل في العصر الحديث.
من بين المواضيع التي ركزت عليها أبحاث كرك ومنشوراتها في مجال الجغرافيا، كانت دراسة استيلاء اليهود على الأراضي في أرض إسرائيل، مثل دراستها التفصيلية عن يهوشوا هانكين. كما تناولت مواضيع مثل القدس ويافا في العصر الحديث، ونشاط رجال الأعمال السفاراديين والشرقيين في إسرائيل، ومساهمة العائلات السفارادية في استيطان الأرض.
كذلك تناولت أبحاثها موضوعات تتعلق بالمرأة والجنس، ومساهمة المرأة في الاستيطان اليهودي، بالإضافة إلى دراسات حول التاريخ الحضري للمدينة الشرق أوسطية التقليدية والنامية. كما اهتمت بقضايا الحفظ والترميم، وتاريخ الاستيطان والأراضي في مناطق مختلفة من إسرائيل مثل النقب، وعيمق حيفر، ويهودا.
كما تناولت ريادة الأعمال وابتكار التكنولوجيات الجديدة في الشرق الأوسط، وعلم المتاحف، والملكية المشتركة للأراضي في المجتمع الريفي. بالإضافة إلى دراسات حول الدول الغربية والأرض المقدسة، التي شملت الدبلوماسية، الألفية والمسيانية، البعثات والمبشرين، السياحة، والأرض والاستيطان. كما قامت بالبحث في فترة الحرب العالمية الأولى في إسرائيل من المنظور العثماني، مع التركيز على الاستيطان اليهودي، والمزيد من المواضيع المتنوعة. .

### قائمة المنشورات
المنشورات باللغات الأجنبية

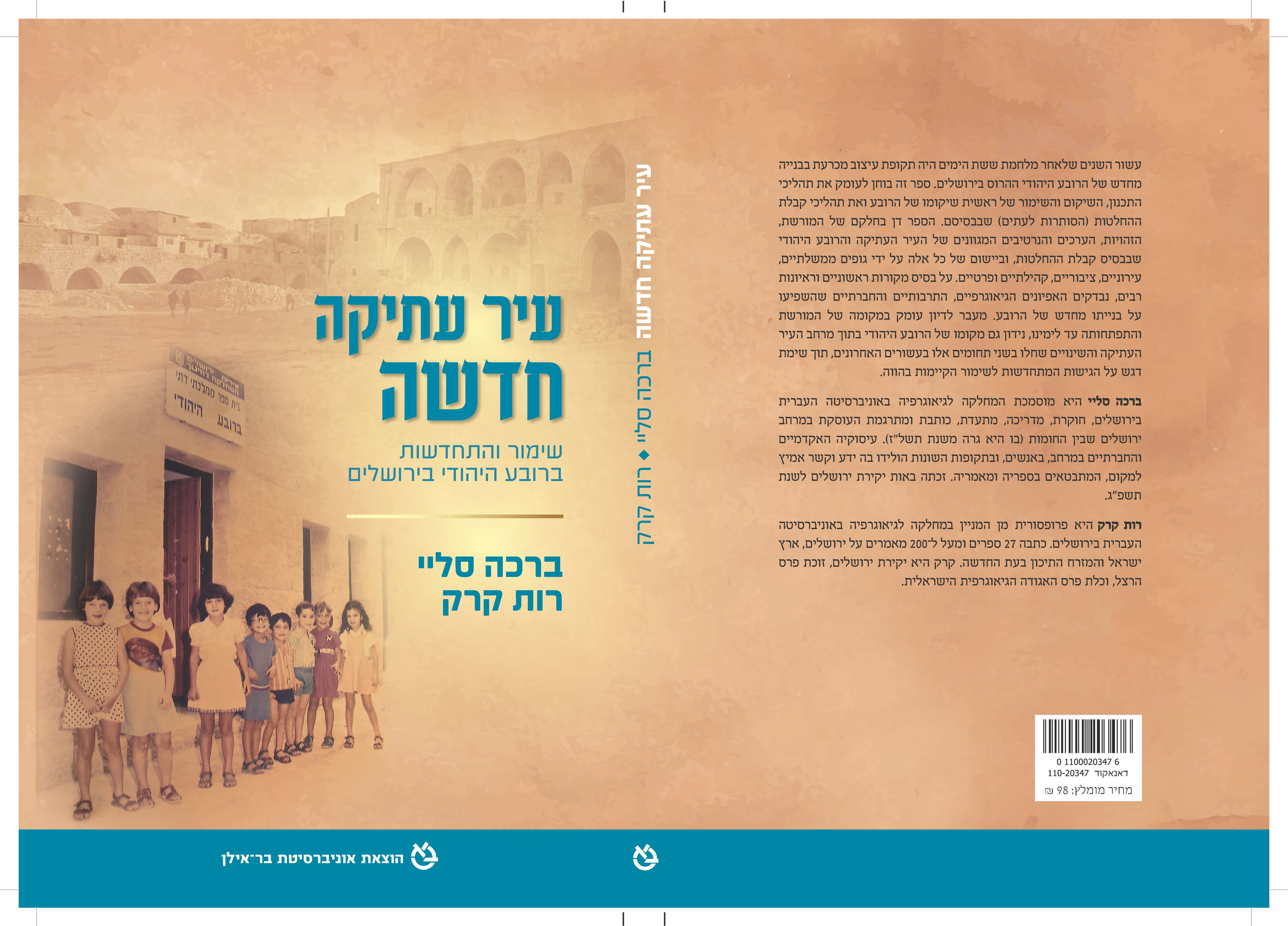
مدينة قديمة جديدة: الحفاظ والتجديد في الحي اليهودي في القدس

- الأرض التي أصبحت إسرائيل: دراسات في الجغرافيا التاريخية ، تحرير روث كارك، القدس: مطبعة ماجنيس، 1989؛ نيوهافين: مطبعة جامعة ييل، 1990.
- رجال الأعمال السفارديم في أرض إسرائيل: عائلة أمزالاك، 1816-1918 ، ج. ب. جلاس وروث كارك، القدس: مطبعة ماجنيس، 1991.
- القناصلة الأمريكيون في الأرض المقدسة 1832-1914 ، روث كارك، ديترويت: مطبعة جامعة ولاية وين؛ القدس: مطبعة ماجنيس، 1994.
- أحياء القدس والتخطيط والأنظمة الفرعية (1855-1930) ، روث كارك، القدس: مطبعة ماجنيس، 1991.
- المستعمرة الأمريكية، مشاهد من ملحمة القدس ، هـ. دودمان وروث كارك، القدس: كارتا، 1998.
- القدس ومحيطها: الأحياء والأحياء والقرى، 1800-1948 ، روث كارك و م. أورين-نوردهايم، ديترويت: مطبعة جامعة ولاية وين، 2001.
- رجال الأعمال السفارديم في القدس: عائلة فالرو ، ج. ب. جلاس وروث كارك، القدس: دار جيفن للنشر، 2007.
- المرأة اليهودية في إسرائيل ما قبل الدولة: تاريخ الحياة والسياسة والثقافة ، روث كارك، م. شيلو، ج. حسن روكيم، والتهام، ماساتشوستس. : مطبعة جامعة برانديز، 2008.
- الاستقلال وريادة الأعمال بين النساء العربيات المسلمات في القرى والبدو في إسرائيل ، روث كارك، إي. جليلي، ر. فويرشتاين، القدس: دراسات فلورشايمر، 2009.
- المتاحف الإثنوغرافية في إسرائيل ، ن. بيري وروث كارك، القدس: مطبعة الأكاديمية الإسرائيلية، 2017.
- تحول سهل يزرعيل: مرج ابن عامر في أواخر العهد العثماني ، الجليل الشرقي وروث كارك، نيويورك: مطبعة إسرائيل الأكاديمية وأمازون، 2017.
- الحي اليهودي في القدس: التراث والترميم بعد الحرب ، ب. سلاي وروث كارك، نيويورك: مطبعة إسرائيل الأكاديمية وأمازون، 2018.
- يهوشوا هانكين: حبان ، آي إيه كوهين وروث كارك، نيويورك: مطبعة الأكاديمية الإسرائيلية وأمازون، 2023.
- البدو والنقب: البداوة وملكية الأرض من منظور 1800 إلى 1967 ، روث كارك، نيويورك: مطبعة إسرائيل الأكاديمية وأمازون، 2025.

## الحواشي
1. ↑  مذكور في: استنادات المكتبة الوطنية الفرنسية. مُعرِّف المكتبة الوطنية الفرنسية (BnF): 12223408s. الوصول: 31 مارس 2017. المُؤَلِّف: المكتبة الوطنية الفرنسية. لغة العمل أو لغة الاسم: الفرنسية.
2. ↑  مذكور في: استنادات المكتبة الوطنية الفرنسية. مُعرِّف المكتبة الوطنية الفرنسية (BnF): 12223408s. الوصول: 10 أكتوبر 2015. المُؤَلِّف: المكتبة الوطنية الفرنسية. لغة العمل أو لغة الاسم: الفرنسية.
3. 1 2  مذكور في: قاعدة بيانات الضبط الوطنية التشيكية. مُعرِّف الضَّبط الاستناديِّ في قاعدة البيانات الوطنية التشيكية (NLCR AUT): zmp20231206320. الوصول: 6 ديسمبر 2023.
4. 1 2 3 4  مذكور في: قاعدة بيانات الضبط الوطنية التشيكية. مُعرِّف الضَّبط الاستناديِّ في قاعدة البيانات الوطنية التشيكية (NLCR AUT): zmp20231206320. الوصول: 17 فبراير 2025.
5. ↑  وصلة مرجع: https://www.jpost.com/breaking-news/article-841821.
6. ↑  وصلة مرجع: https://newsite-prod.jerusalem.muni.il/he/city/yakir/yakir2013/.